# Gebakken rijst
Gebakken rijst is een verzamelnaam voor Aziatische gerechten waarbij geroerbakte of gewokte gekookte rijst een hoofdingrediënt is. Andere veelgebruikte ingrediënten zijn eieren, vis, zeevruchten, groenten en vlees.
Enkele soorten gebakken rijst zijn:
- Bhuteko bhāt (भुटेको भात) uit Nepal
- Bokkeum-bap (볶음밥) uit Korea
- Chāhan (チャーハン／炒飯) of yakimeshi (焼き飯) uit Japan
- Fuk1 gin3 caau2 faan6 (福建炒飯) uit Hong Kong
- Khao phat (ข้าวผัด) uit Thailand
- Nasi goreng uit Indonesië, Maleisië en Singapore
- Sinangag uit de Filipijnen
- Sìchuān chǎofàn (四川炒饭) uit Sichuan, China
- Yángzhōu chǎofàn (扬州炒饭) uit Yangzhou, China